# (1182) Ilona
(1182) Ilona – planetoida z pasa głównego asteroid okrążająca Słońce w ciągu 3 lat i 146 dni w średniej odległości 2,26 au. Została odkryta 3 marca 1927 roku w Landessternwarte Heidelberg-Königstuhl w Heidelbergu przez Karla Reinmutha. Nazwa planetoidy została zaproponowana przez Gustava Stracke. Przed nadaniem nazwy planetoida nosiła oznaczenie tymczasowe (1182) 1927 EA.